# Conceição do Tocantins
Conceição do Tocantins é um município brasileiro do estado do Tocantins. Localiza-se a uma latitude 12º13'07" sul e a uma longitude 47º17'54" oeste, estando a uma altitude de 400 metros. Sua população estimada em 2009 era de 4 495 habitantes.
Possui uma área de 2.500,733 km².
Um dos pontos turísticos é a Igreja da Matriz Nossa Senhora da Conceição, que teve início de construção em 1741 e término em 1974.

## Turismo
Padroeira: Nossa Senhora da Conceição (8 de Dezembro).
Igreja Matriz Nossa Senhora da Conceição - construída pelos escravos
Ruínas das Minas de Ouro - onde foi retirada as pedras da Igreja Matriz
Congada (Congo) - Apresentação cultural
Festejos do Divino Espírito Santo (segundo domingo do mês de Julho)
Encontro das Folias do Divino Espírito Santo (40 dias após a Páscoa)
Museu Municipal Joaquina Ferro.
Economia: agropecuária e mineração.